# جبريل غاردنر
جبريل غاردنر (بالإنجليزية: Gabriel Gardner)‏ (18 مارس 1976 في الولايات المتحدة - ) هو لاعب كرة طائرة شاطئية ولاعب كرة طائرة الولايات المتحدة في مركز ضارب خارجي ‏. شارك في الألعاب الأولمبية الصيفية 2008 والألعاب الأولمبية الصيفية 2004. ولعب مع Fenerbahçe S.K. (men's volleyball) ‏.

## وصلات خارجية
- جبريل غاردنر على موقع الاتحاد الأوروبي (الإنجليزية)
- جبريل غاردنر على موقع قاعدة بيانات الكرة الطائرة الشاطئية (الإنجليزية)
- جبريل غاردنر على موقع عالم الكرة الطائرة (الإنجليزية)
- جبريل غاردنر على موقع دوري الدرجة الأولى الإيطالي للكرة الطائرة - رجال (الإيطالية)
- جبريل غاردنر على موقع أوليمبيديا (الإنجليزية)
- جبريل غاردنر على موقع اللجنة الأولمبية والبارالمبية الأمريكية (الإنجليزية)